# Mànec de l'estern
El mànec de l'estern (del llatí manubrĭum, 'mànec') o manubrium sterni és la part superior eixamplada de l'estèrnum. Està situat ventralment i té forma quadrangular, sent més ample a dalt i més estret a la part inferior. Està articulat amb les clavícules i les dues primeres costelles.

## Característiques
La part superior és la part més ampla i presenta al centre l'osca jugular o preesternal. A cada costat de l'osca hi ha una superfície articular ovalada, dirigida cap amunt, cap enrere i al costat, per articular-se amb l'extrem de la clavícula. La part inferior, ovalada i aspra, està coberta per una fina capa de cartílag per articular-se amb el cos. Les vores laterals estan marcades cadascuna per una depressió on s'allotja el primer cartílag costal, i a sota per una petita faceta que forma una osca per a la recepció del cartílag costal de la segona costella. Entre aquestes dues osques laterals hi ha una vora estreta i corba que s'inclina de dalt a baix i cap al centre.

## Imatges

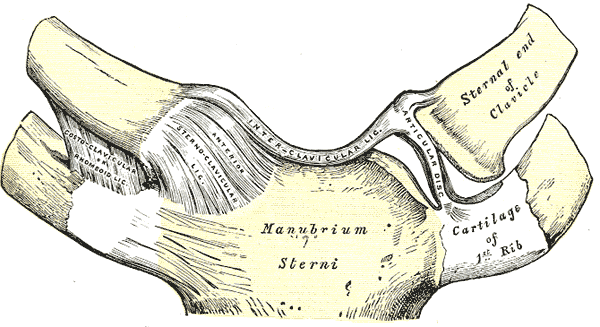
Articulació Esternoclavicular. Vista anterior.
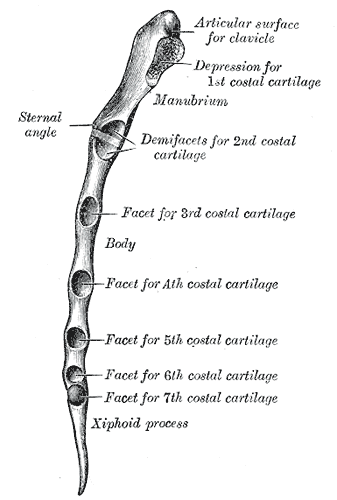
Costat lateral de l'estèrnum